# Grigris
Grigris è un film del 2013 diretto da Mahamat-Saleh Haroun.